# Adrián Dalmau
Adrián Dalmau Vaquer (Palma, 23 maart 1994) is een Spaans voetballer die doorgaans als centrumspits speelt en onder contract staat bij het Poolse Korona Kielce.

## Carrière
Dalmau speelde in de jeugd van CD San Francisco, Real Madrid en Rayo Vallecano. Bij Rayo Vallecano speelde hij in het tweede elftal in Segunda División B. Ook werd hij één jaar verhuurd aan Zamora, dat op hetzelfde niveau uitkwam. Van 2014 tot 2015 speelde Dalmau voor Racing Ferrol, waarna hij naar RCD Espanyol vertrok. Voor die club zat hij één wedstrijd op de bank bij de selectie van het eerste elftal, in de bekerwedstrijd tegen Levante UD. Verder speelde Dalmau alleen voor het tweede elftal in de Segunda División B en werd hij verhuurd aan CD Numancia en RCD Mallorca, beiden uitkomend in de Segunda División A. Van 2017 tot 2018 speelde Dalmau voor het tweede elftal van Villarreal.
In 2018 vertrok Dalmau transfervrij naar Heracles Almelo, waar hij een contract tekende voor twee jaar met een optie voor één seizoen. Hier ontpopte hij zich tot een veel scorende spits. Op 16 februari scoorde hij vier keer in de thuiswedstrijd tegen Fortuna Sittard. Dit maakte van Dalmau de eerste Spanjaard in de Eredivisie met vier doelpunten in één wedstrijd. Richting de zomer van 2019 deed Dalmau een poging om een vertrek te forceren bij de club uit Almelo. Dit resulteerde uiteindelijk in een transfer naar FC Utrecht, dat met onder meer het contracteren van Dalmau ambitieuze plannen had. Door blessureleed en de onderbreking van de competitie door de coronapandemie kon Dalmau, ondanks goede momenten, de verwachtingen niet waarmaken. Met een aflopend contract op zak vertrok hij eind 2021 tijdens de winterse transferperiode voortijdig naar Sparta Rotterdam. In de zomer van 2022 liep zijn contract daar af, waarna N.E.C. interesse toonde. Dalmau keerde echter terug naar Spanje, waar hij bij AD Alcorcón op het derde niveau in de Primera Federación ging spelen. Daar had Dalmau een aandeel in de terugkeer van de club naar het tweede niveau. Na de promotie vertrok Dalmau naar het Poolse Korona Kielce, uitkomend in de Ekstraklasa.

## Clubstatistieken
| Seizoen                       | Club             | Competitie         | Competitie | Competitie | Beker | Beker | Europees | Europees | Overig | Overig | Totaal | Totaal |
| Seizoen                       | Club             | Competitie         | Wed.       | Dlp.       | Wed.  | Dlp.  | Wed.     | Dlp.     | Wed.   | Dlp.   | Wed.   | Dlp.   |
| ----------------------------- | ---------------- | ------------------ | ---------- | ---------- | ----- | ----- | -------- | -------- | ------ | ------ | ------ | ------ |
| 2012/13                       | Rayo Vallecano B | Segunda División B | 10         | 1          | –     | –     | –        | –        | 0      | 0      | 10     | 1      |
| 2013/14                       | → Zamora         | Segunda División B | 28         | 2          | 0     | 0     | –        | –        | 0      | 0      | 28     | 2      |
| 2014/15                       | Racing Ferrol    | Segunda División B | 35         | 8          | 2     | 2     | –        | –        | 3      | 0      | 40     | 10     |
| 2015/16                       | RCD Espanyol     | Primera División   | 0          | 0          | 0     | 0     | –        | –        | 0      | 0      | 0      | 0      |
| 2015/16                       | RCD Espanyol B   | Segunda División B | 25         | 12         | –     | –     | –        | –        | 0      | 0      | 25     | 12     |
| 2015/16                       | → CD Numancia    | Segunda División A | 9          | 0          | 0     | 0     | –        | –        | 0      | 0      | 9      | 0      |
| 2016/17                       | → RCD Mallorca   | Segunda División A | 7          | 0          | 2     | 0     | –        | –        | 0      | 0      | 9      | 0      |
| 2017/18                       | Villarreal B     | Segunda División B | 34         | 10         | –     | –     | –        | –        | 6      | 1      | 40     | 11     |
| 2018/19                       | Heracles Almelo  | Eredivisie         | 31         | 19         | 1     | 0     | –        | –        | 2      | 0      | 34     | 19     |
| 2019/20                       | FC Utrecht       | Eredivisie         | 7          | 4          | 1     | 0     | –        | –        | 0      | 0      | 8      | 4      |
| 2020/21                       | FC Utrecht       | Eredivisie         | 19         | 4          | 0     | 0     | –        | –        | 1      | 0      | 20     | 4      |
| 2021/22                       | FC Utrecht       | Eredivisie         | 9          | 0          | 1     | 0     | –        | –        | 0      | 0      | 10     | 0      |
| 2021/22                       | Sparta Rotterdam | Eredivisie         | 12         | 2          | 0     | 0     | –        | –        | 0      | 0      | 12     | 2      |
| 2022/23                       | AD Alcorcón      | Primera Federación | 33         | 8          | 2     | 0     | –        | –        | 3      | 1      | 38     | 9      |
| 2023/24                       | Korona Kielce    | Ekstraklasa        | 29         | 5          | 4     | 2     | –        | –        | 0      | 0      | 33     | 7      |
| 2024/25                       | Korona Kielce    | Ekstraklasa        | 18         | 7          | 1     | 0     | –        | –        | 0      | 0      | 18     | 7      |
| Carrière totaal               | Carrière totaal  | Carrière totaal    | 306        | 82         | 14    | 4     | –        | –        | 15     | 2      | 335    | 88     |
| Bijgewerkt op 7 februari 2025 |                  |                    |            |            |       |       |          |          |        |        |        |        |